# NGC 2510
NGC 2510 ist eine linsenförmige Galaxie vom Typ S0 im Sternbild Kleiner Hund. Sie ist schätzungsweise 174 Millionen Lichtjahre von der Milchstraße entfernt.
Das Objekt wurde von Bindon Blood Stoney am 31. Januar 1851 entdeckt.